# Ingeniørregimentet
Ingeniørregimentet er et våbenartscenter som hører under Hærkommandoen. Det blev i sin nuværende form dannet 1. september 1997 ved sammenlægning af Sjællandske Ingeniørregiment fra Farum Kaserne og Jydske Ingeniørregiment fra Randers Kaserne. Regimentet blev dog oprindeligt etableret ved et tillæg til Hærloven 25. juli 1880 og kan som del af Ingeniørkorpset føre sin historie tilbage til 1684.
Ingeniørregimentet er placeret på Ingeniørkasernen i Skive, Jylland, hvor soldaterne trænes i blandt andet etablering af og rydning af hindringer samt passage af vandløb, primært 1. Panseringeniørbataljon, uskadeliggørelse af ueksploderet ammunition, primært 2. EOD-bataljon; etablering af lejre og meget mere, primært 3. Konstruktionsbataljon. Ingeniørtropperne skal også kunne kæmpe på lige fod med kampsoldaterne. Endelig er der en stab, der består af den tidligere "Hærens Ingeniør- og ABC-skole".
- Midlertidig bro over Ribe Å, opsat af Ingeniørregimentet i 2020